# Avispa Fukuoka
Maillots
Actualités
L'Avispa Fukuoka (アビスパ福岡) est un club japonais de football basé à Fukuoka, capitale de la préfecture du même nom. Le club évolue en J.League 1.
Avispa signifie guêpe en espagnol. Le club a rejoint la J. League en 1996.

## Historique
En 1982, le club est fondé sous le nom de Chuo Bohan ACM Soccer Club, en 1994 le club déménage à Fukuoka dans la Préfecture de Fukuoka et est renommé Fukuoka Blux et en 1996 le club est renommé Avispa Fukuoka. Après plusieurs aller-retour entre la J1 et la J2 et après avoir obtenu sa dernière montée en 2020, c'est trois ans plus tard que le club obtient son premier titre majeur en remportant la Coupe de la Ligue en battant les Urawa Red Diamonds sur le score de 2-1.

## Palmarès
| Compétitions nationales                                                                                                   | Compétitions internationales |
| - Coupe de la Ligue (1) - Vainqueur : 2023 - Championnat du Japon de deuxième division (0) - Vice-champion : 2005 et 2020 | - Néant                      |

## Joueurs et personnalités du club

### Entraîneurs
Le tableau suivant présente la liste des entraîneurs du club depuis 1982.
| Rang | Nom              | Période   |
| ---- | ---------------- | --------- |
| 1    | Yoshio Kikugawa  | 1982-1994 |
| 2    | Jorge Olguín     | 1995      |
| 3    | Hidehiko Shimizu | 1996      |
| 4    | Carlos Pachamé   | 1997      |
| 5    | Takaji Mori      | 1998      |
| 6    | Yoshio Kikugawa  | 1999      |

| Rang | Nom                 | Période   |
| ---- | ------------------- | --------- |
| 7    | Nestor Omar Piccoli | 2000-2001 |
| 8    | Masataka Imai       | 2002      |
| 9    | Tatsuya Mochizuki   | 2002      |
| 10   | Shigekazu Nakamura  | 2002      |
| 11   | Hiroshi Matsuda     | 2003-2006 |
| 12   | Ryoichi Kawakatsu   | 2006      |

| Rang | Nom                          | Période   |
| ---- | ---------------------------- | --------- |
| 13   | Hitoshi Okino (en) (intérim) | 2006      |
| 14   | Pierre Littbarski            | 2007-2008 |
| 15   | Yoshiyuki Shinoda            | 2008-2011 |
| 16   | Tetsuya Asano                | 2011      |
| 17   | Koji Maeda                   | 2012      |
| 18   | Futoshi Ikeda (intérim)      | 2012      |

| Rang | Nom                 | Période   |
| ---- | ------------------- | --------- |
| 19   | Marijan Pušnik (en) | 2013-2014 |
| 20   | Masami Ihara        | 2015-2018 |
| 21   | Fabio Pecchia       | 2019      |
| 22   | Kiyokazu Kudo       | 2019      |
| 23   | Shigetoshi Hasebe   | 2020-     |

## Bilan saison par saison
Ce tableau présente les résultats par saison de l'Avispa Fukuoka dans les diverses compétitions nationales et internationales depuis la saison 1996.
| Saison | Championnat | Championnat | Championnat | Championnat | Championnat | Championnat | Championnat | Championnat | Championnat | Championnat | Coupe du Japon   | Coupe de la Ligue |
| Saison | Division    | Pos         | Pts         | J           | V           | N           | D           | BP          | BC          | Diff.       | Coupe du Japon   | Coupe de la Ligue |
| ------ | ----------- | ----------- | ----------- | ----------- | ----------- | ----------- | ----------- | ----------- | ----------- | ----------- | ---------------- | ----------------- |
| 1996   | J1 League   | 15e         | 29          | 30          | 9           | -           | 21          | 42          | 64          | -22         | 4e tour          | Phase de groupe   |
| 1997   | J1 League   | 17e         | 19          | 32          | 7           | -           | 25          | 29          | 58          | -29         | 4e tour          | Phase de groupe   |
| 1998   | J1 League   | 18e         | 21          | 34          | 8           | -           | 26          | 33          | 85          | -52         | 4e tour          | Phase de groupe   |
| 1999   | J1 League   | 11e         | 34          | 30          | 10          | 1           | 19          | 41          | 59          | -18         | 4e tour          | 2e tour           |
| 2000   | J1 League   | 12e         | 37          | 30          | 13          | 2           | 15          | 41          | 48          | -7          | 4e tour          | 2e tour           |
| 2001   | J1 League   | 15e         | 27          | 30          | 9           | 2           | 19          | 35          | 56          | -21         | 3e tour          | 2e tour           |
| 2002   | J2 League   | 8e          | 42          | 44          | 10          | 12          | 22          | 58          | 69          | -11         | 4e tour          | -                 |
| 2003   | J2 League   | 4e          | 71          | 44          | 21          | 8           | 15          | 67          | 62          | +5          | 2e tour          | -                 |
| 2004   | J2 League   | 3e          | 76          | 44          | 23          | 7           | 14          | 56          | 41          | +15         | 4e tour          | -                 |
| 2005   | J2 League   | 2e          | 78          | 44          | 21          | 15          | 8           | 72          | 43          | +29         | 4e tour          | -                 |
| 2006   | J1 League   | 16e         | 34          | 34          | 5           | 12          | 17          | 32          | 56          | -24         | 5e tour          | Phase de groupe   |
| 2007   | J2 League   | 7e          | 73          | 48          | 22          | 7           | 19          | 77          | 61          | +16         | 4e tour          | -                 |
| 2008   | J2 League   | 8e          | 58          | 42          | 15          | 13          | 14          | 55          | 66          | -11         | 3e tour          | -                 |
| 2009   | J2 League   | 11e         | 65          | 51          | 17          | 14          | 20          | 52          | 71          | -19         | 3e tour          | -                 |
| 2010   | J2 League   | 3e          | 69          | 36          | 21          | 6           | 9           | 63          | 34          | +29         | Quarts de finale | -                 |
| 2011   | J1 League   | 17e         | 22          | 34          | 6           | 4           | 24          | 34          | 75          | -41         | 3e tour          | 1er tour          |
| 2012   | J2 League   | 18e         | 41          | 42          | 9           | 14          | 19          | 53          | 68          | -15         | 3e tour          | -                 |
| 2013   | J2 League   | 14e         | 56          | 42          | 15          | 11          | 16          | 47          | 54          | -7          | 2e tour          | -                 |
| 2014   | J2 League   | 16e         | 50          | 42          | 13          | 11          | 18          | 52          | 60          | -8          | 2e tour          | -                 |
| 2015   | J2 League   | 3e          | 82          | 42          | 24          | 10          | 8           | 63          | 37          | +26         | 3e tour          | -                 |
| 2016   | J1 League   | 18e         | 19          | 34          | 4           | 7           | 23          | 26          | 66          | -40         | 2e tour          | Quarts de finale  |
| 2017   | J2 League   | 4e          | 74          | 42          | 21          | 11          | 10          | 54          | 36          | +18         | 3e tour          | -                 |
| 2018   | J2 League   | 7e          | 70          | 42          | 19          | 13          | 10          | 58          | 42          | +16         | 3e tour          | -                 |
| 2019   | J2 League   | 16e         | 44          | 42          | 12          | 8           | 22          | 39          | 62          | -23         | 3e tour          | -                 |
| 2020   | J2 League   | 2e          | 84          | 42          | 25          | 9           | 8           | 51          | 29          | +22         | -                | -                 |
| 2021   | J1 League   | 8e          | 54          | 38          | 14          | 12          | 12          | 42          | 37          | +5          | 3e tour          | Phase de groupe   |
| 2022   | J1 League   | 14e         | 38          | 34          | 9           | 11          | 14          | 29          | 38          | -9          | Quarts de finale | Demi-finale       |
| 2023   | J1 League   | 7e          | 51          | 34          | 15          | 6           | 13          | 37          | 43          | -6          | Demi-finales     | Vainqueur         |
| 2024   | J1 League   | 12e         | 50          | 38          | 12          | 14          | 12          | 33          | 38          | -5          | 3e tour          | 1er tour          |
| Saison | Division    | Pos         | Pts         | J           | V           | N           | D           | BP          | BC          | Diff.       | Coupe du Japon   | Coupe de la Ligue |
| Saison | Championnat |             |             |             |             |             |             |             |             |             | Coupe du Japon   | Coupe de la Ligue |